# III. třída okresu Chrudim
III. třída okresu Chrudim (Okresní přebor III. třídy) je neprofesionální fotbalová liga České republiky, která patří společně s ostatními třetími třídami mezi deváté nejvyšší fotbalové soutěže v Česku. Je řízena Okresním fotbalovým svazem Chrudim. Hraje se každý rok od léta do jara se zimní přestávkou. Účastní se ji 14 týmů – z okresu Chrudim, každý s každým hraje jednou na domácím hřišti a jednou na hřišti soupeře. Celkem se tedy hraje 26 kol. Vítězem se stává tým s nejvyšším počtem bodů v tabulce a postupuje do II. třídy okresu Chrudim. Poslední dva týmy sestupují do IV. třídy okresu Chrudim. Do III. třídy vždy postupuje vítězný a druhý tým z IV. třídy.

## Soutěžní týmy v roce 2021 - 2022
skupina A
- TJ Bítovany
- Sokol Bořice
- TJ Sokol Jenišovice
- TJ Orel
- Prachovice / Míčov
- TJ Dynamo Rosice
- SK Spartak Slatiňany B
- SK Stolany B
- SK Trhová Kamenice
- FC Zaječice

skupina B
- FC Bojanov
- SK Dřenice B
- TJ Horní Bradlo
- TJ Luže B
- TJ Tatran Miřetice B
- FC Nasavrky B
- Sokol Svratouch B
- SK Vítanov
- TJ Sokol Vraclav
- Sokol Žlebské Chvalovice[1]

## Vítězové

### III. třída okresu Chrudim
| Ročník    | Vítězný tým              |
| --------- | ------------------------ |
| 2004/2005 | TJ Sokol Svratouch       |
| 2005/2006 | TJ Svídnice              |
| 2006/2007 | TJ Sokol Krouna          |
| 2007/2008 | SK Stolany „B“           |
| 2008/2009 | TJ Sokol Krouna          |
| 2009/2010 | SK Tuněchody             |
| 2010/2011 | Sokol Holetín            |
| 2011/2012 | Sokol Svratouch          |
| 2012/2013 | FK Junior Skuteč         |
| 2013/2014 | SK Křižanovice           |
| 2014/2015 | SK Kočí                  |
| 2015/2016 | SK Rváčov                |
| 2016/2017 | TJ Dynamo Rosice         |
| 2017/2018 | TJ Tatran Hrochův Týnec  |
| 2018/2019 | SK Chrast                |
| 2019/2020 | TJ Mezilesí Načešice „B“ |
| 2020/2021 | TJ Horní Bradlo          |